# Skedemosse
Skedemosse er en offermose på den svenske ø Öland. Området ligger i nærheden af landsbyen Köpingsvik. I dag er den en del af projektet Natura 2000.
Det er sandsynligt at søen i slutningen af det andet århundrede og langt ind i det femte århundrede i vor tid har været en hellig sø, hvor der regelmæssig blevet sænket offergaver. De fundne våben var bevidst ødelagt. Ofringerne skulle tjene guderne.
I 1600-tallet begyndte arbejdet med tørlægningen af den gamle mose, som tidligere var en indsø. Søen blev endeligt tørlagt i det 19. århundrede. Søen var omkring 300-tallet en af Sveriges mest betydningsfulde offerpladser. Ofringerne var overvejende våben og dyr, men der forekom også menneskeofringer.
I begyndelsen af vor tidsregning i jernalderen var der stadig små flader med åbent vand, som var omgivet af mose. Landskabet omkring det var uden skov og kun tyndt befolket. Der var ingen landsbyer, men kun enkelte gårde. Der græssende kvæg på engene og der var mindre kornagre.

## Udgravningerne
1901-02 blev området for første gang arkæologisk udgravet, og der blev fundet sværd, økser og spydspidser af jern. 1949 og 1959 blev der fundet to guldringe. 1961 blev der på det samme 200 m² store område yderligere fundet 5 guldringe. De i alt syv guldringe har tilsammen en vægt på 1,3 kilogram. Der udover blev der fundet romerske sølvmønter og forsølvede bronzebeslag på bælter fra romerske officerer. Foruden våben og spydspidser blev der også fundet dyreknogler og resterne af et menneskeskelet. I et naboområde blev der udgravet våben, sværd, og enkeltdele fra sværdskeder af bronze, spænder, våbenklinger og hesteseletøj. Den stærke koncentration af fundene kan tilbageføres til, at der har været en landtunge, hvorfra det var muligt at skubbe offergaverne ud i søen. 1928 blev der på vestsiden af mosen fundet enkelte våben, sværd, sværdskeder, og dyre og menneskerknogler.
De våbenløse fund i den nordlige del af søen skyldes sandsynligvis, at den lokale befolkning har brugt stedet til ofringer, som et led en normal frugtbarhedskult. Der er fundet ca. 30 menneskeskeletter, hvoraf en af dem sandsynligvis har været menneskeofringer.
I en af gården Skedemosses sidebygninger er der indrettet et museum som informerer om mosen og de arkæologiske udgravninger. Museet er åbent for besøgende hele året.

## Ekstern henvisning
- Skedemosse Museum Arkiveret 5. januar 2009 hos  Wayback Machine

56°50′23″N 16°45′38″Ø / 56.8398°N 16.7606°Ø